# Kurt Eichmann
Kurt Eichmann (11 de Outubro de 1917 - 15 de Novembro de 1942) foi um comandante de U-Boot que serviu na Kriegsmarine durante a Segunda Guerra Mundial.